# José Padilla Sánchez
José Padilla Sánchez (Almeria, 23 de maig de 1889 - Madrid, 25 d'octubre de 1960) va ser un dels músics més populars del primer terç del segle xx, autor de sarsueles i cançons, entre les quals destaquen El relicario, La violetera i Valencia.

## Vida
Nascut a Almeria (a la plaça de San Pedro) el 1889, hi va iniciar els estudis musicals amb el director de la banda municipal, i els va continuar al Real Conservatorio de Madrid. Allí coneix Tomás Bretón, Gerónimo Giménez i Amadeu Vives que l'orienten cap al teatre líric: el 1906 n'estrena la primera sarsuela, El centurión. El pasdoble El Relampaguito, dedicat a un torero de la seva ciutat, és un dels seus primers èxits.
Interessat pel teatre líric, va compondre nombroses sarsueles, algunes en col·laboració amb altres músics com Pascual Marquina (Sol y caireles), Manuel Quislant (La copla gitana), Quinito Valverde (Los viejos verdes) i Luis Foglietti (La plebe). La primera va ser La mala hembra, amb llibret de Ventura de la Vega, seguida de sainets en un acte i revistes, com Juan Miguel (1909) o Luzbel (1917, amb Miguel Nieto). També va compondre llavors una òpera, La Faraona, sobre un llibret de Mantilla de los Ríos. Va estrenar a Madrid i Barcelona amb gran èxit. Viatja a Barcelona, on també estrena amb èxit i el 1914 va a Buenos Aires, treballant-hi de director d'orquestra.
Hi va estrenar sarsueles com Teatro Nacional, La galleguita o La fiesta de las flores. Hi va tornar el 1921, amb el sainet El taita del arrabal, llibret de Manuel Romero i Luis Bayón Herrera, on destaca el tango del mateix títol. Poc després, Carlos Gardel enregistrarà aquest tango i Valencia.
Novament a Barcelona, el 1914, compon i estrena El relicario (estrenada per Mary Focela, però que assolí l'èxit amb Raquel Meller) i, el 1915, La violetera (estrenada per Carmen Flores).
Marxà a París, on estrenà una opereta, Pépètte (1924) --més tard, el 1949, hi estrenaria una altra, Symphonie portugaise. Allí va fer-se conegut, sobretot, per cançons com El relicario, que van incorporar-se al repertori habitual de sales com el Moulin Rouge, el Casino i el Folies Bergère. A París va relacionar-se amb Gardel i Maurice Chevalier. Va ser aquí, a l'Olympia, on anys després va estrenar-se el pasdoble Valencia, que es basa en la música d'un cor de pescadors de la sarsuela La bien amada estrenada al Teatre Tívoli de Barcelona el 1924. Poques setmanes després de l'estrena a París se n'havien venut mig milió de discos.
Des de París, va assolir fama internacional: una de les seves cançons, My Spanish rose va ser interpolada a la partitura de The night boat on Broadway, de Jerome Kern, estrenada a Nova York.
Actualment és rar que se'n representin sarsueles completes, tot i que alguns fragments són molt coneguts arreu, com l'esmentat Valencia o la cançó Princesita, extreta d'una romança de La corte del amor, estrenada el 1916.
A més, va compondre cançons i cuplés, que el van convertir en un dels autors més populars del seu temps, tant a Espanya com a la resta del món. El relicario i La violetera van ser els seus èxits més grans. Aquesta última va ser emprada per Charles Chaplin com a tema de la banda sonora de City lights (1930), però sense acreditar-la ni demanar-ne autorització, la qual cosa va originar un plet que va acabar a favor de Padilla.
També va fer obres simfòniques, poc conegudes, de les quals s'han enregistrat La Danseuse de Marrakech i el ballet Fantasía andaluza, i religioses (com l'Himno a la Virgen del Mar, patrona d'Almeria, 1951), a més de bandes sonores per a pel·lícules (trenta-cinc).

## Obra
La fama de Padilla va traspassar fronteres, com ho prova l'ús que va fer-se de la seva música. L'any 1989, la UNESCO va declarar el centenari del seu naixement d'"interès internacional". Encara el 1952, El relicario va fer-se servir com a fons musical per a la campanya electoral de Dwight Eisenhower, i l'Estudiantina portuguesa va convertir-se en un himne popular de la Revolució dels clavells de Portugal.
Va ser admirat per Ravel i Puccini. Les seves obres han estat interpretades per grans artistes de la cançó popular (Raquel Meller, Pastora Imperio, La Argentinita, Imperio Argentina, Rodolfo Valentino, Maurice Chevalier, Mistinguett, Josephine Baker, Carlos Gardel, etc.) i de la clàssica (Tito Schipa, Titta Ruffo, Plácido Domingo, Montserrat Caballé, Josep Carreras, Luciano Pavarotti. etc.).

### Sarsueles i obres escèniques
- 1906 El centurión, llibret de Miguel Mihura i J. Navarro; La mala hembra, sarsuela amb llibret de Ventura de la Vega
- 1907 El héroe del cortijo, amb Barba; llibret de Ramón Sánchez Saracaga
- 1908 La presidiaria, llibret de Ventura de la Vega; La titiritera, llibret de Juan García Revenga i Victoriano García Revenga
- 1909 La copla gitana, amb Manuel Quislant, llibret de Juan Tavares; El decir de la gente, llibret de Miguel Mihura y Ricardo González del Toro; Los viejos verdes, amb Quinito Valverde; llibret de Manuel Lara i Juan Velarde
- 1910 El heredero del trono, llibret de Lope de Haro; Juan Miguel
- 1911 El alegre Manolín, llibret de Miguel Mihura i Emilio González del Castillo; Los apaches, llibret d'Antonio González Rendón; El divino juguete, llibret d'Enrique Quilis Pastor; Las pícaras faldas, llibret de Miguel Mihura i Ricardo González del Toro; El pueblo del peleón, llibret de Miguel Mihura i Ricardo González del Toro
- 1913 La plebe, amb Luis Foglietti, llibret de Manuel Fernández Palomero
- 1916 La corte del Amor, llibret de Manuel Fernández Palomero; Miguelín (Teatre Tívoli, Barcelona)
- 1917 Luzbel, llibret de José Aguado Pérez i Miguel Nieto (Teatre Tívoli, Barcelona); Sabino, el trapisonda, llibret de Armando Oliveros y José María Castellvi
- 1918 El secreto de la paz, llibret de José Ramón Franquet
- 1923 Sol de Sevilla, llibret de José Andrés de la Prada (Teatre Tívoli, Barcelona)
- 1924 La bien amada, llibret de José Andrés de la Prada (Teatre Tívoli, Barcelona); Pèpètte, opereta (París)
- 1925 Sol y caireles, amb Pascual Marquina
- 1927 Charivarí, amb Rafael Martínez Valls, Vicenç Quirós i Llorenç Torres Nin, llibret de J. Viñas, Germaine de Valois i Josep Maria de Sagarra
- 1934 Los inviolables, llibret de José Silva Aramburu
- 1935 Mucho ciudado con la Lola, revista
- 1939 La Giralda, llibret de Joaquín Álvarez Quintero y Serafín Álvarez Quintero
- 1941 La violetera de la prada
- 1949 Symphonie portugaise, opereta (París)
- 1950 La hechicera en Palacio
- 1956 Chacha, Rodríguez y su padre, llibret de José Muñoz Román

### Cançons
- 1914 El relicario, pasdoble amb lletra d'Armando Olivares i Josep M. Castellví, estrenat per Mary Focela al Teatre Arnau, en la seva presentació a Barcelona; mesos després, Raquel Meller la interpretà al Teatre Eldorado amb un èxit clamorós, que va fer que l'obra fos coneguda arreu i se'n vengueren en poc temps fins a 100.000 discs. Amb els drets d'autor, Padilla va fer-se ric.
- 1915 La violetera, amb ritme d'havanera, lletra d'Eduardo Montesinos; estrenada a Barcelona, per Carmen Flores, i cantada immediatament després per Raquel Meller, que va fer-ne la seva cançó emblemàtica.
- 1925 Valencia, pasdoble amb nova lletra i la música del cor de pescadors "Te quiero" de La bien amada (1924), estrenat a París, a l'Olympia, per Mercedes Serós; Mistinguett la va enregistrar en francès.
- 1926 Ça c'est Paris, popularíssima cançó a França (un dels grans èxits de Mistinguett), que ha esdevingut una mena d'himne oficiós de la ciutat i present a molts finals d'espectacle a revistes i cabarets.
- Nuit d'Orient, Violette di Parma, Son celos,Campanella, Noche de Venecia, Oración a Santa Rita, Golondrinas de mi alero, Miguelín, Mis amores, La cautiva, Princesita, El golfo de Santa Catalina, ¡Ay, Nemesio!, La mujer del torero, Pajarita Mañanera, La eterna canción, La pecadora, etc.